# Sto dney do prikaza
Sto dney do prikaza (también conocida como 100 Days Before the Command o 100 días) es una película dramática de la Unión Soviética, dirigida por Hussein Erkenov, la cual fue inspirada en la novela homónimo de Yuri Polyakov.
Para que el estudio de cine Gorki proporcionara fondos para la película, Erkenov y los guionistas Yuri Polyakov y Vladimir Golodov proporcionaron al estudio dos guiones falsos además del real. El gobierno ruso censuró la película y prohibió su exportación. La película no se proyectó fuera del país hasta el Festival Internacional de Cine de Berlín en febrero de 1994, después de que Erkenov fundara su propia compañía de ventas.

## Argumento
La película pone al descubierto las crueldades infligidas a los jóvenes reclutas del Ejército Rojo por parte de sus superiores en un campo de entrenamiento en Rusia Central. La película no tiene una estructura narrativa y, en lugar de contar una historia, utiliza viñetas con un diálogo mínimo para exponer las condiciones en las que vivían los reclutas del ejército soviético. La película explora temas del homoerotismo.

## Reparto
- Vladimir Zamansky como Un Hombre Desconocido
- Armen Dzhigarkhanyan como el General de Brigada
- Oleg Vasilkov como Elin
- Roman Grekov como Zub
- Valeriy Troshin como Kudrin
- Aleksandr Chislov como Zyrin
- Mikhail Solomatin como Belikov
- Sergey Romantsov como Titarenko
- Sergey Bystritsky como el Teniente Mayor
- Elena Kondulainen como la Muerte
- Oleg Khusainov como un Ángel
- Sergey Semyonov como el Capitán
- Maria Politseymako como Una Mujer en el Campo
- Vadim Piyankov como el Cabo Segundo